# 本山 (宇都宮市)
本山（もとやま、ほんざん）は栃木県宇都宮市篠井町にある山。篠井富屋連峰の一峰。栃木百名山に選定されている。

## 概要
本山は栃木県宇都宮市北部にある山で篠井富屋連峰の一峰である。本山の山体には、最高峰の本山（561.6m）のほか、標高524mの榛名山（はるなやま）および標高527mの男山（おとこやま）の計3つの500m超えピークがあり、これらをまとめて本山と呼ぶこともある。本山の山頂部は西側が開けており、日光表連山や周囲の低山を臨むことが出来る。榛名山の周辺はかつて篠井金山（富井鉱山）として、金や銅を採掘していた。
榛名山の山頂部には祠が置かれており、榛名山がかつての山岳信仰の対象であったことが窺える。

## 登山
本山への登山ルートは主に2つある。うつのみや平成記念子どものもり公園または中篠井登山口から榛名山分岐、男山分岐を経て本山に至るルートと、同公園または下篠井登山口から飯盛山分岐を経て本山に至るルートである。
これらの登山口は、国道119号（日光街道）の船生街道入口交差点を船生方面に少し入ったところにある。中篠井登山口および下篠井登山口には登山者用の駐車場は無いが、船生街道宇都宮寄りの所に『うつのみや平成記念子どものもり公園』の市営駐車場がある。また、公共交通機関だと関東バス宇都宮塩野室船生線の『篠井学道』バス停が中篠井登山口の最寄りだが運転本数が少なく、国道119号沿い船生街道入口最寄の『一里塚』バス停利用では中篠井登山口や子どものもり公園口まで徒歩30-40分程度舗装道路を歩くことになるものの、利用可能路線は日光東照宮、今市、石那田、塩野室船生の各線と広がる。
中篠井登山口からの登山路は民家の裏路地のような道で、榛名山分岐までは一部林道を通りながら比較的平凡な山道となっている。一方、分岐から各山頂、榛名山 - 男山 - 本山を目指す道は尾根沿いの道となる。男山と榛名山については山頂に取り付く枝道を往復することになるが、山頂に近い部分は急坂および岩場となっていて滑りやすく、足元の注意が必要である。
下篠井登山口からの登山路は高尾神社付近にあるが整備状況が良くなく、初心者にとってはやや戸惑う登山路である。
山頂部は何れも比較的開けており、榛名山からは日光表連山の眺望、男山からは高原山と那須岳方面の眺望が期待できる。また本山からの眺望は特に良く、天候さえ良ければ日光表連山、高原山、那須岳をぐるっと眺望できる。

## 山岳信仰
榛名山はかつて山岳信仰の対象であったことから、山頂部には榛名神社を祀った石の祠がある。

## 参考資料
- 日本国土地理院 地図閲覧サービス 2万5千分1地形図名：下野大沢(日光)
- ゼンリン地図 栃木県宇都宮市篠井町周辺
- 栃木百名山ガイドブック（下野新聞社）
- 栃木県立博物館 編 編『こんなにあるよ!とちぎの鉱物 ～鉱山と鉱物のものがたり～』栃木県立博物館〈第109回企画展〉、2014年7月19日、80頁。ISBN 978-4-88758-077-0。